# La cumparsita
Pour les articles homonymes, voir Comparsa.
Clip vidéo
[vidéo] « Carlos Gardel - La Cumparsita », sur YouTube
[vidéo] « La Cumparsita remix - Leçon de Tango par Richard Gere et Jennifer Lopez - Shall We Dance? (2004) », sur YouTube
La cumparsita (diminutif de comparsa, petite parade de rue, en espagnol) est un des plus célèbres airs de tango uruguayen du monde, composé fin 1915 début 1916 par le musicien uruguayen Gerardo Matos Rodríguez (es) (1897-1948), enregistré en 1916 par Roberto Firpo chez Odeon Records.
Surnommé « le tango des tangos » ou « le tango de tous les tangos » cette chanson d'amour latine extrêmement populaire en Uruguay et en Argentine, rendue célèbre en 1927 sous le nom Si supieras par Carlos Gardel, est reprise et adaptée par de nombreux interprètes à travers le monde, en particulier par l'argentin Pascual Contursi (es). Elle devient l'hymne populaire et culturel de l'Uruguay, par décret présidentiel du 2 février 1998. 

## Histoire
Ce morceau fut composé sans parole vers 1915-1916 par Gerardo Matos Rodríguez (es) (1897-1948) (jeune étudiant uruguayen en architecture de 18 ans) pour ses amis du petit orchestre d'harmonie universitaire de Montevideo « Federacion de los Estudiantes del Uruguay » (« Fédération des étudiants d'Uruguay »). 
Les querelles sur l'histoire des paroles de La cumparsita sont nombreuses. Peu après, toujours en 1916, à la demande de Matos Rodriguez, Roberto Firpo fait un arrangement musical et écrit des premières paroles au café La Giralda de Montevideo en Uruguay. La chanson a été jouée pour la première fois en public par Roberto Firpo et son orchestre. Mais le morceau est resté peu connu jusqu'en 1924, quand les Argentins Enrique Maroni et Pascual Contursi (es) écrivirent de nouvelles paroles pour l'intégrer à l'un de leurs spectacles « Si tu savais, que dans mon âme, je conserve toujours cette tendresse, que j'ai eu pour toi..., Depuis le jour où tu es partie, je sens l'angoisse dans ma poitrine, dis-moi, petite, qu'as-tu fait, de mon pauvre cœur ?... » La cumparsita fut ensuite enregistré avec un succès international fulgurant par Carlos Gardel en 1927. Matos Rodríguez avait vendu les droits d’auteur de la partition à la filiale argentine de Casa Ricordi ; mais cette vente ayant eu lieu alors qu’il était encore mineur, il put la faire annuler. Il écrivit d'autres paroles qui furent enregistrées par Roberto Díaz.

## Origine du nom

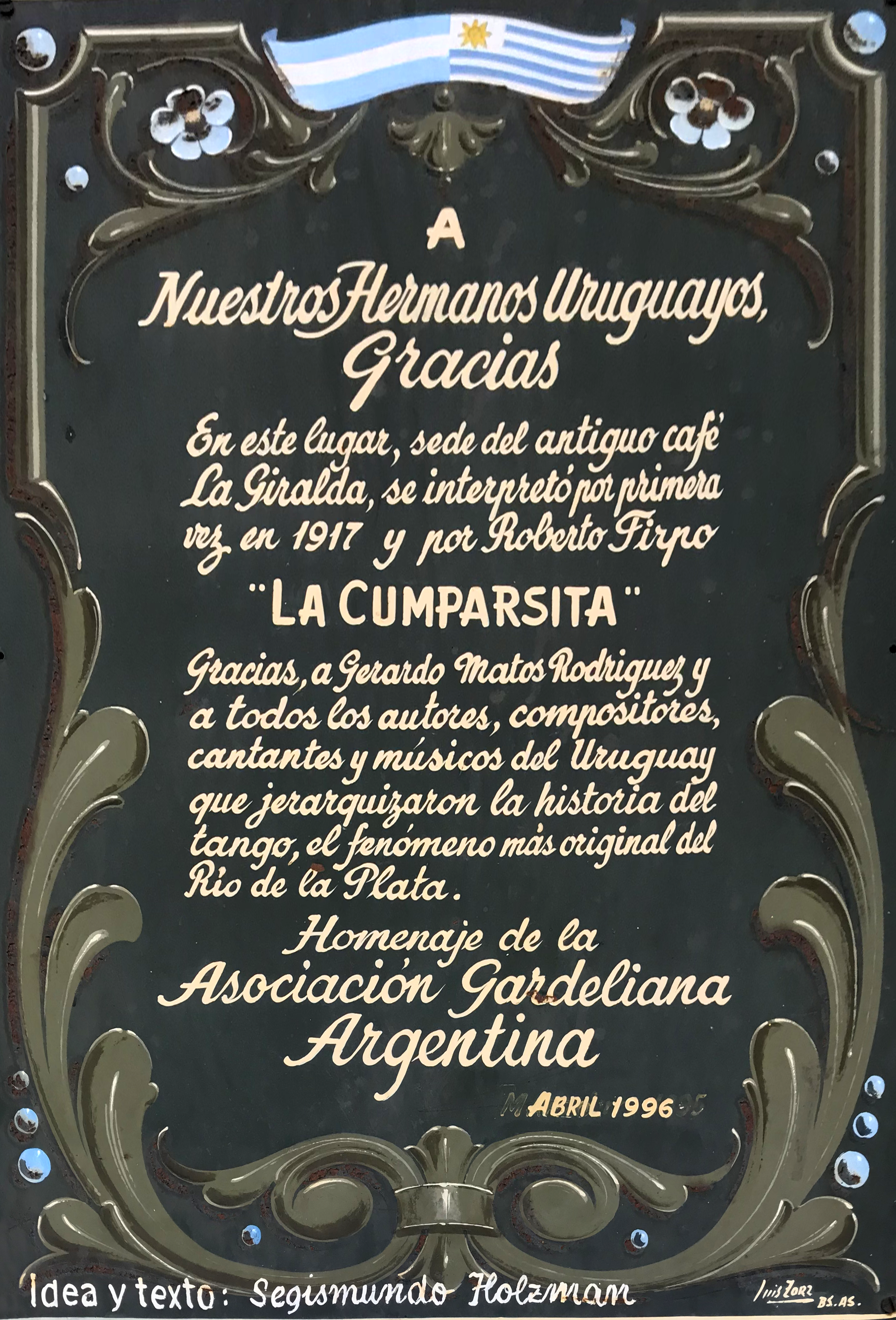
Plaque commémorative sur le mur de l'ex-café La Giralda, de Montevideo en Uruguay

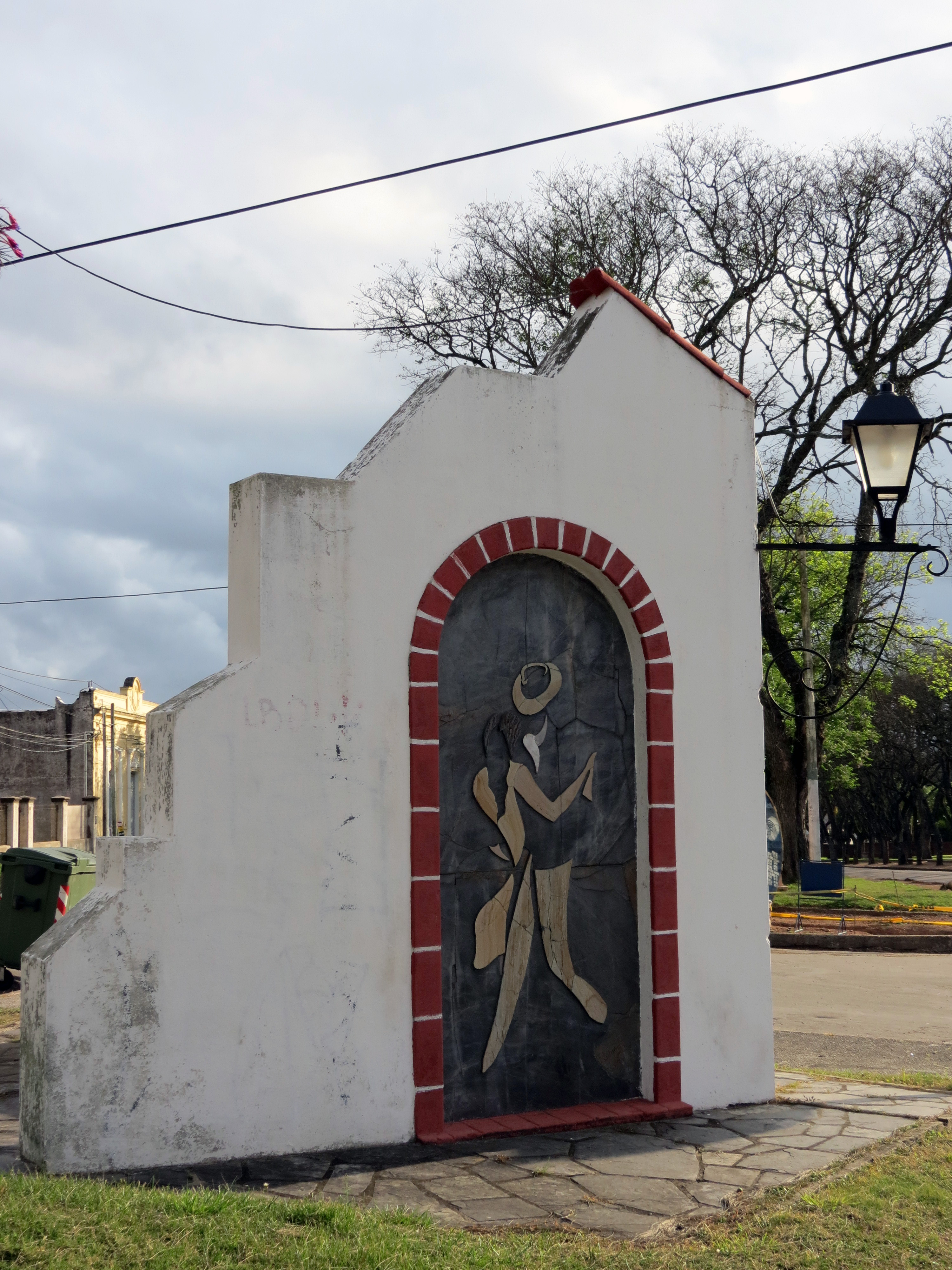
La Cumparsita (monument historique de 1974, de Treinta y Tres en Uruguay)

Cumparsita est une variante orthographique de comparsita, diminutif de comparsa à la fois danse de carnaval et formation de musiciens et de danseurs ; cumparsita est la prononciation des immigrés italiens de la région.

## De part et d’autre du Rio de la Plata
Ce morceau est très populaire en Argentine et en Uruguay, au point que les deux pays s'en disputent parfois la propriété. Ainsi, à l'exposition universelle de Séville en 1992, la délégation argentine protesta contre l'insistance mise par l'Uruguay sur l'origine montévidéenne de cette chanson ; en 2000, le choix de La cumparsita pour l'entrée des athlètes argentins au défilé inaugural des Jeux olympiques de Sydney de 2000 fut l'objet de protestations du gouvernement uruguayen. On appelle souvent la cumparsita, de façon plus consensuelle, « l'hymne du Rio de la Plata ».
Cette popularité n’a pas empêché Astor Piazzolla de déclarer qu'il s’agissait du « pire des tangos jamais écrits ». Jorge Luis Borges l'a qualifiée de « baliverne navrante que beaucoup de gens aiment parce qu'on leur a fait croire qu'elle est ancienne » Ces deux commentaires sont sans doute venu du fait que la Cumparsita, à l'inverse de la majorité des tangos de cette époque, a été écrite musicalement comme une simple marche (c'était l'objectif d'origine) et non avec une ligne rythmique de habanera. Par la suite, le morceau a été arrangé de façon plus sophistiquée pour arriver aux versions populaires d'aujourd'hui.

## La cumparsita en France
Elle est reprise et enregistrée par de nombreux interprètes, dont Luis Mariano, Franck Pourcel, ou Julio Iglesias...
- 1930 : Jean Wiéner et Clément Doucet (du duo classique et jazz Wiener et Doucet) l'enregistrent à deux piano [9].
- 1962 : Léo Ferré l'évoque dans sa chanson Mister Giorgina « Toi les frangines qui viennent guincher, Avant d'se faire comparsiter, Tu les regardes avec tes doigts, T'as l'œil qui joue en do en fa, La comparsita... »

## Radio et cinéma
Elle est reprise comme musique de film dans de nombreux films de cinéma, ou émissions de radio, dont : 
- 1938 : La Guerre des mondes, d'Orson Welles (au début de cette célèbre émission de radio)
- 1945 : Escale à Hollywood, de George Sidney, avec Frank Sinatra, Kathryn Grayson, et Gene Kelly (Zorro, joué par  Gene Kelly, danse une version arrangée en sérénade, flamenco, et claquettes, sous le balcon de Kathryn Grayson [10])
- 1950 : Boulevard du crépuscule, de Billy Wilder
- 1959 : Certains l'aiment chaud, de Billy Wilder, avec Marilyn Monroe et Tony Curtis (danse entre Daphnée et Osgood)
- 1998 : Tango, de Carlos Saura
- 1999 : Man on the Moon, de Miloš Forman, avec Jim Carrey, Danny DeVito, et Courtney Love
- 2004 : Shall We Dance?, de Peter Chelsom (tango remixé de Richard Gere et Jennifer Lopez[11])
- 2006 : Dance with Me, de Liz Friedlander, avec Antonio Banderas (en version remixée)